# 엄백호
엄백호(嚴白虎, ? ~ ?)는 중국 후한 말의 군벌로 양주(揚州) 오군 오정현(烏程縣) 사람이다. 엄호(嚴虎)라는 이름으로 불리기도 한다.

## 생애
오군의 호족(豪族)으로, 1만 명 이상의 병력을 소유하고 있었다.
건안(建安) 1년(196년), 강동(江東)에 기반을 다지기로 한 손책(孫策)은 엄백호와 회계태수(會稽太守) 왕랑(王朗)의 토벌에 나섰다. 이때 그의 부하 오경(吳景)은 엄백호를 먼저 칠 것을 진언하였는데, 손책은 엄백호를 도적떼에 불과하다고 여기고 왕랑을 먼저 공격하였다. 손책이 파견한 주치와 싸워 지고 달아난 오군태수 허공을 보호했다.
그 후, 엄백호가 해서(海西)에서 오군태수를 자칭하는 진우(陳瑀)와 제휴하자 손책은 공격에 나섰다. 엄백호는 동생 엄여(嚴輿)를 사자로 보내어 화친을 도모하였으나, 손책은 이를 무시하고 엄여를 죽였다. 이에 싸울 의욕을 잃은 엄백호는 여항(餘杭)에 있던 허소(許昭)에게 몸을 의탁하였다. 이에 손책의 부하 정보(程普)는 손책에게 허소를 칠 것을 제안하였으나, 손책은 허소의 인물됨을 높이 사 공격하지 않았다. 한편 진우는 손책의 부하 여범(呂範)의 공격을 받아 패하였다.
한편 엄백호에게는 딸이 있었는데, 딸은 주숙렴(朱叔廉)과 혼인하였다. 주숙렴은 주성(朱城)을 쌓았고, 엄백호는 석성산(石城山)위에 성을 쌓고 여몽(呂蒙)과 대치하였다.

## 《삼국지연의》속 엄백호
자기 자신을 동오(東吳)의 덕왕(德王)이라고 자칭한다. 사실과는 반대로 손책은 엄백호를 먼저 공격하며, 엄백호는 엄여를 사자로 보내었으나 손책은 엄여를 죽였다. 이에 엄백호는 두려움을 느끼고, 친분이 있었던 왕랑에게 몸을 의탁하여 다시 손책과 싸웠으나 패배하였고, 손책의 부하 동습에게 죽임을 당한다.

## 엄백호의 친족관계

### 관련 인물
엄여

## 같이 보기
- 삼국지 인물 목록